# Dichelus expositus
Dichelus expositus är en skalbaggsart som beskrevs av Edgar von Harold 1879. Dichelus expositus ingår i släktet Dichelus och familjen Melolonthidae. Inga underarter finns listade i Catalogue of Life.